# Hartmanice (okres České Budějovice)
Obec Hartmanice se nachází v okrese České Budějovice, kraj Jihočeský, zhruba 11 km východně od Týna nad Vltavou. Žije zde 196 obyvatel.

## Historie
První písemná zmínka o vsi pochází z roku 1219, kdy v listině, vydané králem Přemyslem Otakarem I. vystupuje jako svědek jistý Předík z Hartmanic (Predich de Artmaniz).

## Pamětihodnosti
- Výklenková kaplička, směrem na Bečice
- Usedlosti čp. 11 a 12

## Galerie

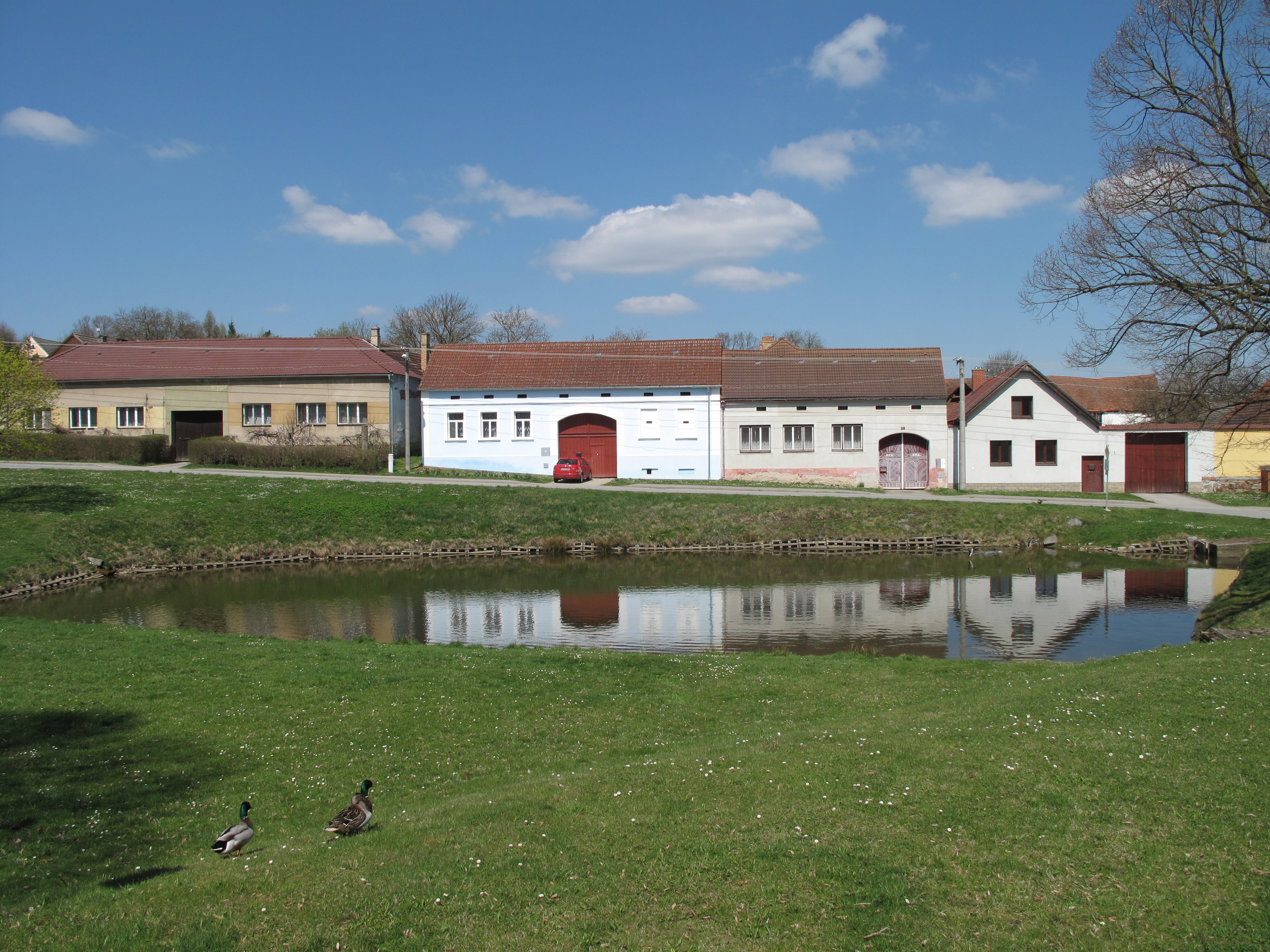
Rybník na návsi
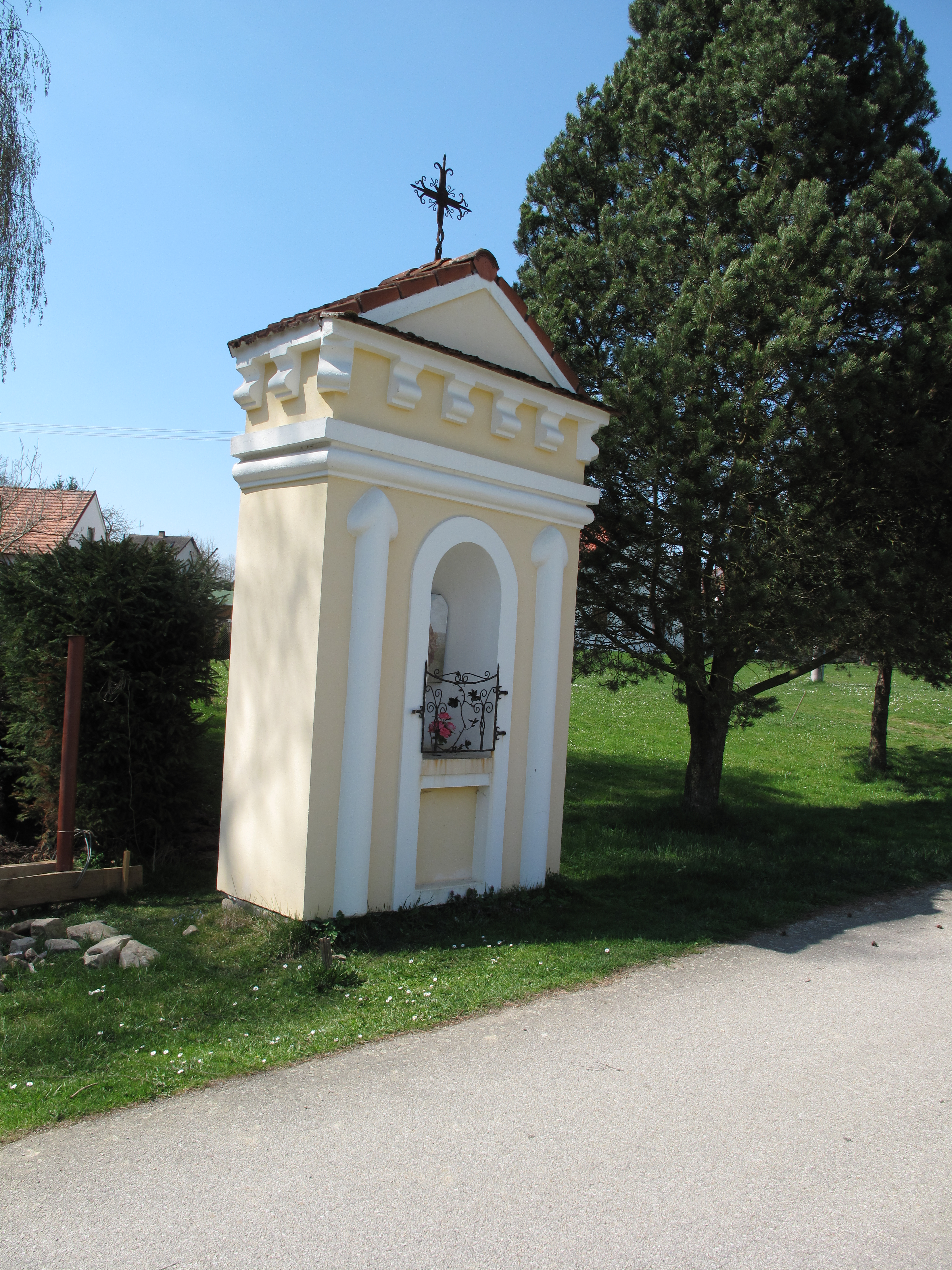
Kaple
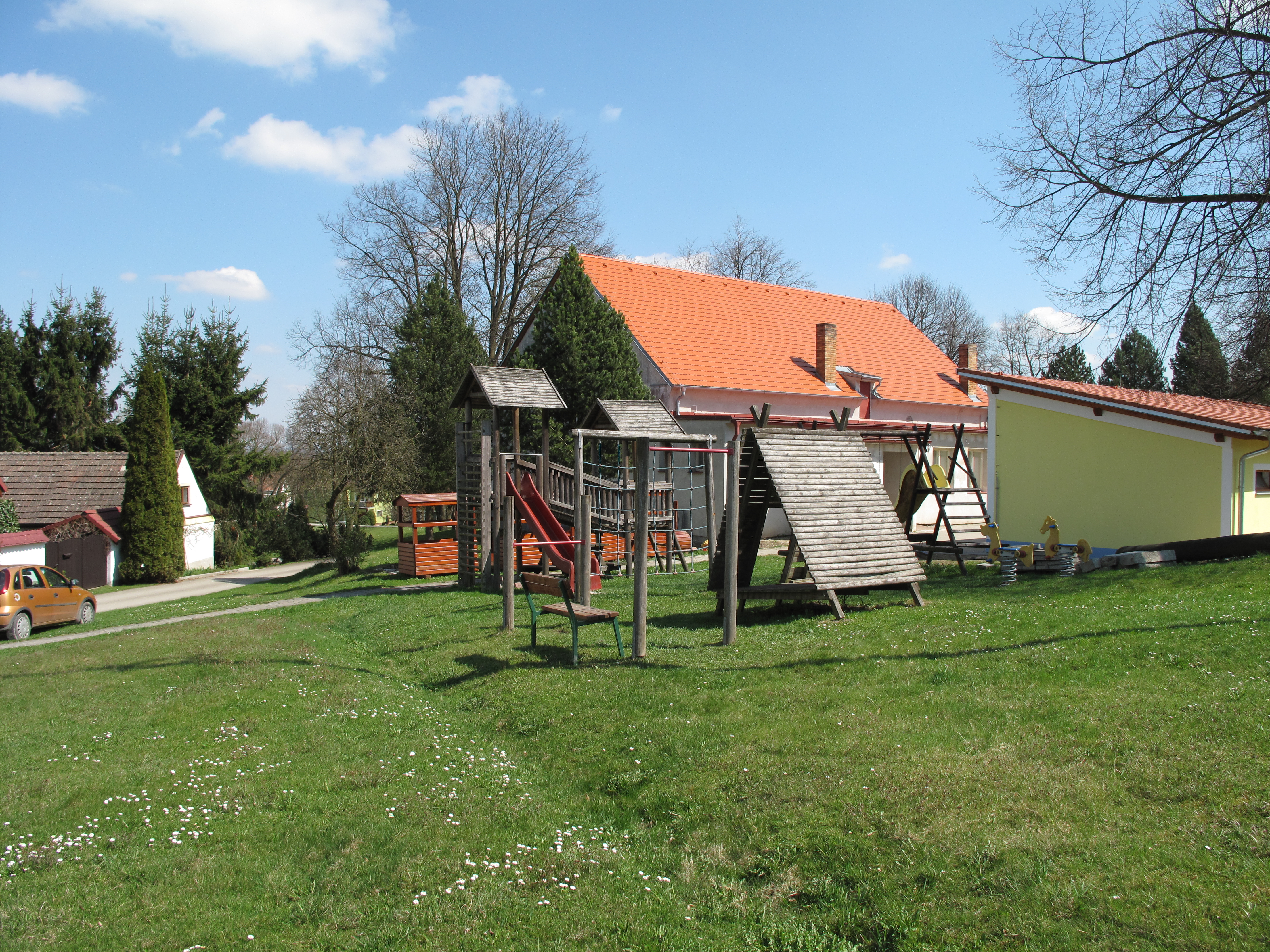
Dětské hřiště
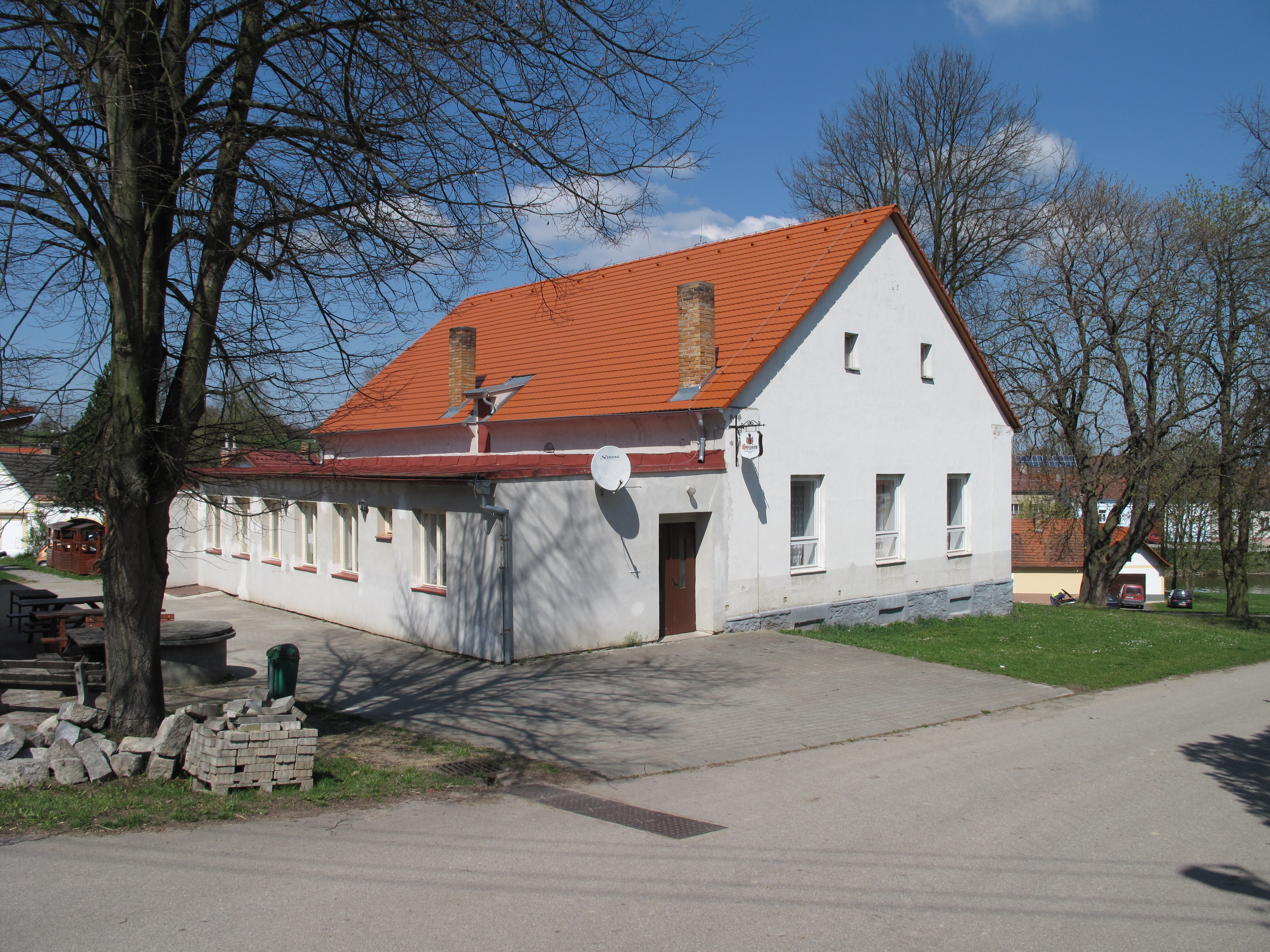
Hospoda